# Guillaume III d'Orange-Nassau
Pour les articles homonymes, voir Guillaume III, Guillaume III (roi des Pays-Bas) et Guillaume d'Orange.
Guillaume III (Willem III en néerlandais et William III en anglais), né le 14 novembre 1650 (24 novembre grégorien) à La Haye et mort le 8 mars 1702 (18 mars grégorien) à Londres, stathouder des provinces de Hollande, de Zélande, d'Utrecht, de Gueldre et d'Overijssel, appartenant aux Provinces-Unies à partir du 9 juillet 1672, devient roi d'Angleterre et d'Irlande sous le nom de Guillaume III et roi d'Écosse sous le nom de Guillaume II du 13 février 1689 jusqu'à sa mort.
Issu de la maison d'Orange-Nassau et titré prince d'Orange dès sa naissance, son père étant mort quelques jours auparavant, Guillaume est confronté aux responsables politiques des Provinces-Unies qui veulent empêcher son accès aux fonctions de stathouder (gouverneur provincial) détenues par ses ascendants depuis le prince Guillaume Ier d'Orange-Nassau, son arrière-grand-père. À partir de 1668 il parvient cependant à obtenir des charges publiques et en 1672, lorsque les Provinces-Unies doivent affronter une coalition menée par la France et l'Angleterre, il est enfin nommé stathouder et parvient ensuite à sauvegarder les intérêts de son pays dans les différents traités de paix.
Petit-fils par sa mère du roi d'Angleterre Charles Ier, décapité en 1649 au cours de la première révolution anglaise, Guillaume épouse en 1677 sa cousine germaine la princesse Marie, fille aînée du prince héritier Jacques, duc d'York. Lorsque ce dernier devient roi en 1685, son catholicisme et ses conceptions absolutistes lui aliènent l'opinion anglaise. À la suite de la naissance en juin 1688 d'un fils de Jacques II, la tension est à son comble. Guillaume intervient alors en Angleterre en débarquant avec un corps expéditionnaire qui obtient rapidement la reddition du roi (décembre 1688). Les Parlements d'Angleterre et d'Écosse réunis en 1689 accordent à Guillaume les deux couronnes, conjointement avec son épouse Marie II, avec qui il gouverne jusqu'à la mort de celle-ci le 28 décembre 1694. Mais ils imposent aussi un certain nombre de limites à ses pouvoirs, énoncées dans la Déclaration des droits (Bill of Rights) de 1689 et son règne marque la transition entre le pouvoir personnel des Stuart et le pouvoir contrôlé par le Parlement de la maison de Hanovre.
À l'intérieur, il se heurte à l'opposition des partisans de Jacques II, les jacobites, qui se soulèvent en Irlande, où Guillaume remporte la victoire de la Boyne (12 juillet 1690), aujourd'hui emblème des protestants orangistes d'Irlande du Nord, et en Écosse, où il est impliqué dans le massacre de Glencoe.
À l'extérieur, son règne est marqué par la poursuite de la guerre avec la France jusqu'en 1697, puis par une tentative de rapprochement autour de la question de la succession du roi d'Espagne Charles II. Finalement, en 1701, une nouvelle guerre éclate, la guerre de Succession d'Espagne, mais Guillaume III n'en voit que les débuts, mourant l'année suivante à la suite d'une chute de cheval.
Les dates de cet article sont données dans le calendrier julien, en retard de dix jours sur le calendrier grégorien.

## Jeunesse

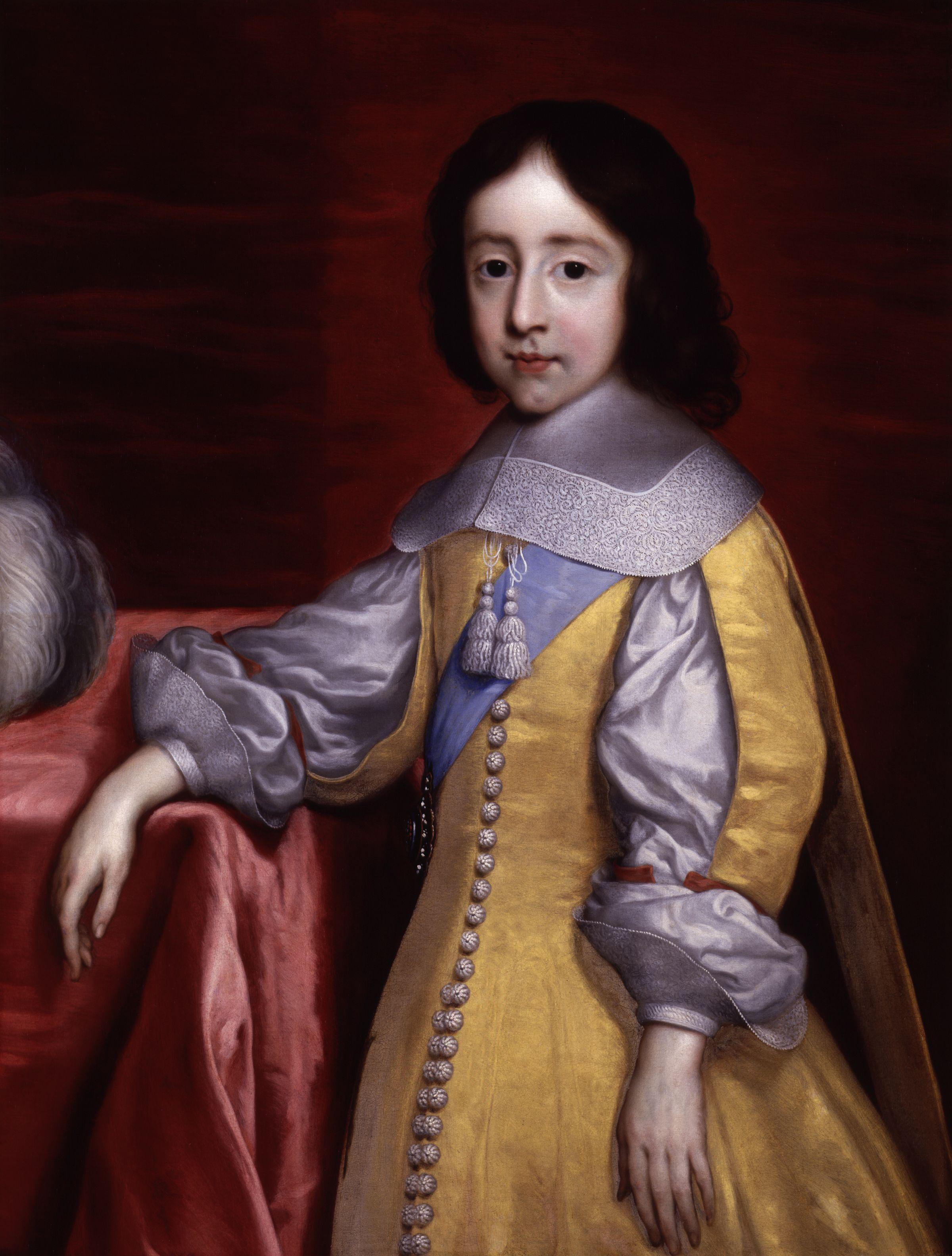
Portrait du jeune Guillaume par Cornelis Janssens van Ceulen.

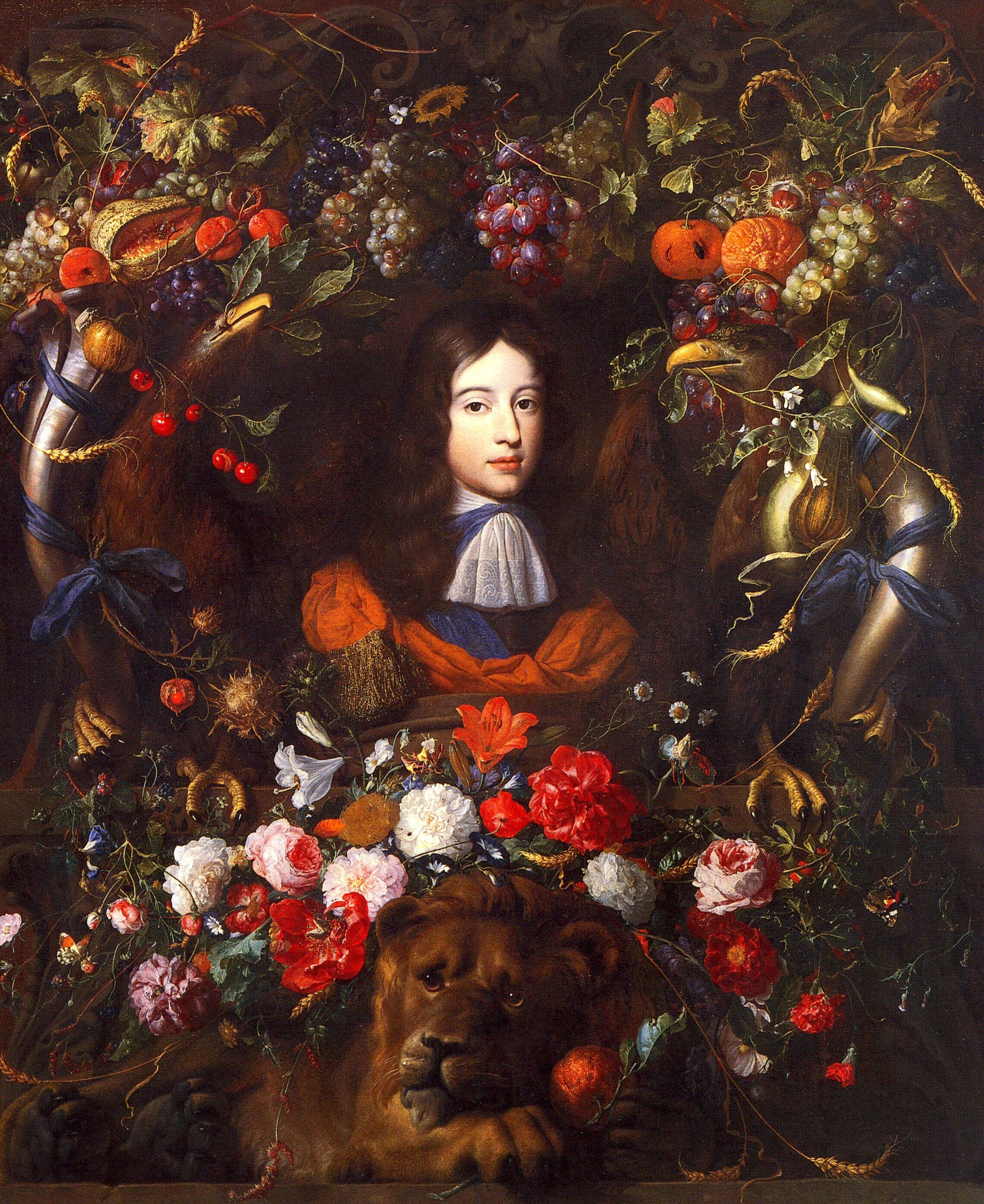
Le jeune prince représenté dans une couronne florale portant les symboles de la maison d'Orange-Nassau, peinture de Jan Davidsz de Heem. Musée des beaux-arts de Lyon.

Guillaume-Henri d'Orange-Nassau nait à La Haye, aux Provinces-Unies, dans la province de Hollande, le 14 novembre 1650, deux ans après la reconnaissance de la république des Provinces-Unies par le roi d'Espagne, à la fin de la guerre de Quatre-Vingts Ans, par le traité de Münster (janvier 1648).

### Origines familiales
Il est le seul enfant de Guillaume II d'Orange-Nassau (1626-1650), stathouder de Hollande, de Zélande, d'Utrecht, de Gueldre, de Groningue, de Drenthe et d'Overijssel depuis 1647.
Il est le petit-fils de Frédéric-Henri d'Orange-Nassau (1584-1647) et l'arrière-petit-fils de Guillaume le Taciturne (1533-1584), premier prince d'Orange de la maison de Nassau, qui, nommé vers 1560 stathouder de Hollande et de Zélande par Philippe II, a pris à partir de 1568 la tête de l'insurrection à l'origine des Provinces-Unies (1581).
Son père étant mort (de la variole) le 6 novembre 1650, Guillaume devient prince d'Orange dès sa naissance. En revanche, les fonctions de stathouder, qui impliquent de pouvoir conduire l'armée en guerre, ne sont pas héréditaires, bien que presque toujours attribuées au chef de la maison d'Orange-Nassau.
Sa mère est Marie Henriette Stuart (1631-1660), fille aînée du roi d'Angleterre Charles Ier, exécuté en 1649 par le Parlement de la révolution anglaise de 1641-1660, et sœur de ses successeurs à partir de 1660, les futurs Charles II et Jacques II d'Angleterre.

### Baptême et tutelle
Immédiatement, un désaccord apparait entre sa mère et sa grand-mère paternelle, Amélie de Solms-Braunfels, à propos du nom à donner à l'enfant. Marie veut le nommer Charles comme son frère, mais Amélie préfère Guillaume (Willem en néerlandais) afin de marquer son lien avec Guillaume le Taciturne et augmenter ainsi ses chances de devenir stathouder.
Dans son testament, Guillaume II a nommé son épouse tutrice de son fils, mais n'a pas apposé sa signature avant de mourir, rendant le document invalide.
Le cas ayant été porté devant les juges, la Cour suprême de Hollande, Zélande et Frise occidentale (Hoge Raad van Holland, Zeeland en West-Friesland) décide le 13 août 1651 que le tutorat sera partagé entre sa mère, sa grand-mère paternelle et l'électeur de Brandebourg et duc de Prusse Frédéric-Guillaume Ier, dont l'épouse, Louise-Henriette d'Orange est la sœur aînée du père de Guillaume.

### Enfance et première éducation
La mère de Guillaume montre peu d'intérêt pour son fils ; parfois absente durant des années, elle se tient délibérément en dehors de la société hollandaise.
L'éducation de Guillaume est d'abord assurée par plusieurs gouvernantes hollandaises, dont certaines d'ascendance anglaise comme Walburg Howard. À partir d'avril 1656, le prince reçoit un enseignement quotidien dans la religion réformée, assuré par le pasteur calviniste Cornelius Trigland, partisan du théologien Gisbertus Voetius.
L'éducation idéale pour Guillaume est décrite dans le Discours sur la nourriture de S. H. Monseigneur le Prince d'Orange, écrit par un des tuteurs de Guillaume, Constantin Huygens. Dans ces leçons, le prince doit notamment apprendre qu'il est prédestiné par la divine providence pour accomplir la destinée historique de la maison d'Orange-Nassau.

### Études et formation (1659-1667)
De 1659 à 1665 (âgé de 9 à 16 ans), Guillaume passe sept ans à l'université de Leyde où il reçoit une éducation formelle[pas clair] sous la direction du professeur d'éthique Hendrik Bornius. Alors qu'il se trouve à la Prinsenhof de Delft[pas clair], Guillaume est accompagné[pas clair] d'Hans Willem Bentinck et de Frederick Nassau de Zuylestein, fils illégitime de Frédéric-Henri d'Orange-Nassau.
Il apprend le français avec Samuel Chappuzeau, qui sera limogé par la grand-mère de Guillaume après la mort de sa mère.
Le grand-pensionnaire Johan de Witt et son oncle Cornelis de Graeff incitent les États de Hollande à prendre en charge l'éducation de Guillaume afin qu'il acquière les aptitudes nécessaires à des fonctions gouvernementales. Les États acceptent le 25 septembre 1660.
Le 23 décembre 1660, alors que Guillaume est âgé de dix ans, sa mère meurt de la variole au palais de Whitehall à Londres au cours d'une visite à son frère, le roi Charles II, tout juste rétabli sur le trône. Dans son testament, Marie demande à Charles II de veiller aux intérêts de Guillaume. Celui-ci demande alors aux États de Hollande de ne plus intervenir dans son éducation. Pour ne pas irriter le roi d'Angleterre, ils acceptent le 30 septembre 1661.
En 1661, Frederick de Zuylenstein commence à travailler pour Charles. Il incite Guillaume à écrire au roi d'Angleterre pour lui demander de l'aider à devenir stathouder.
Après la mort de sa mère, l'éducation et le tutorat de Guillaume deviennent un sujet de tension entre les partisans de la maison d'Orange-Nassau, les orangistes, et les partisans d'un système républicain fondé sur le pouvoir des États provinciaux et généraux.
Au terme de la deuxième guerre anglo-néerlandaise (1665-1667), une des conditions de paix de Charles II est l'amélioration de la position de son neveu aux Provinces-Unies. En représailles, les États de Hollande font officiellement de Guillaume un pupille du gouvernement. Les partisans de Charles II sont exclus de son entourage, même Zuylenstein, malgré la demande de Guillaume à De Witt de l'autoriser à rester. De Witt, le politicien le plus influent des Provinces-Unies, se charge alors de l'éducation de Guillaume ; il lui enseigne la politique et les affaires nationales et joue régulièrement à la courte-paume avec lui[pas clair].

## Premières fonctions

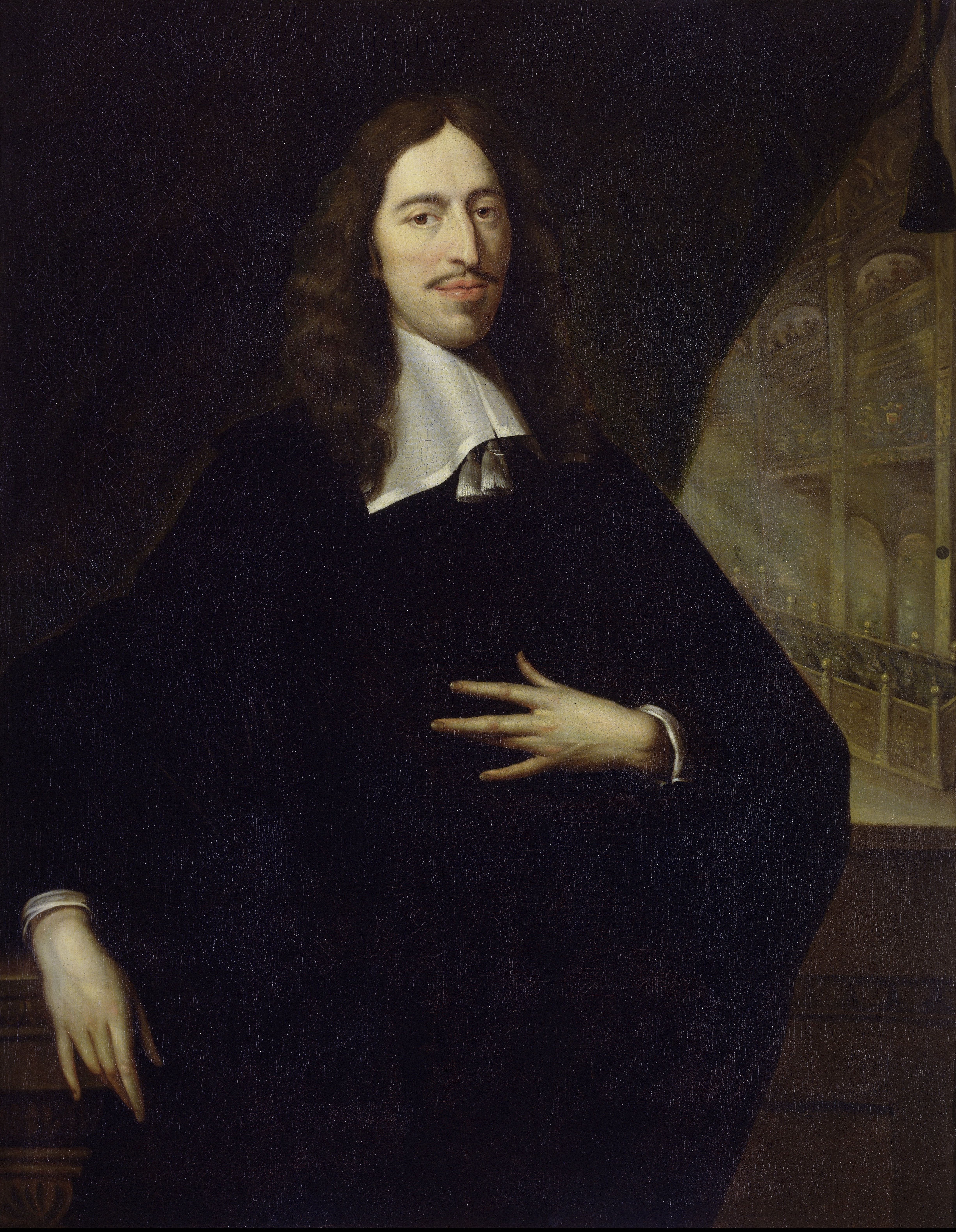
Johan de Witt, qui supervisa l'éducation de Guillaume à partir de 1666.

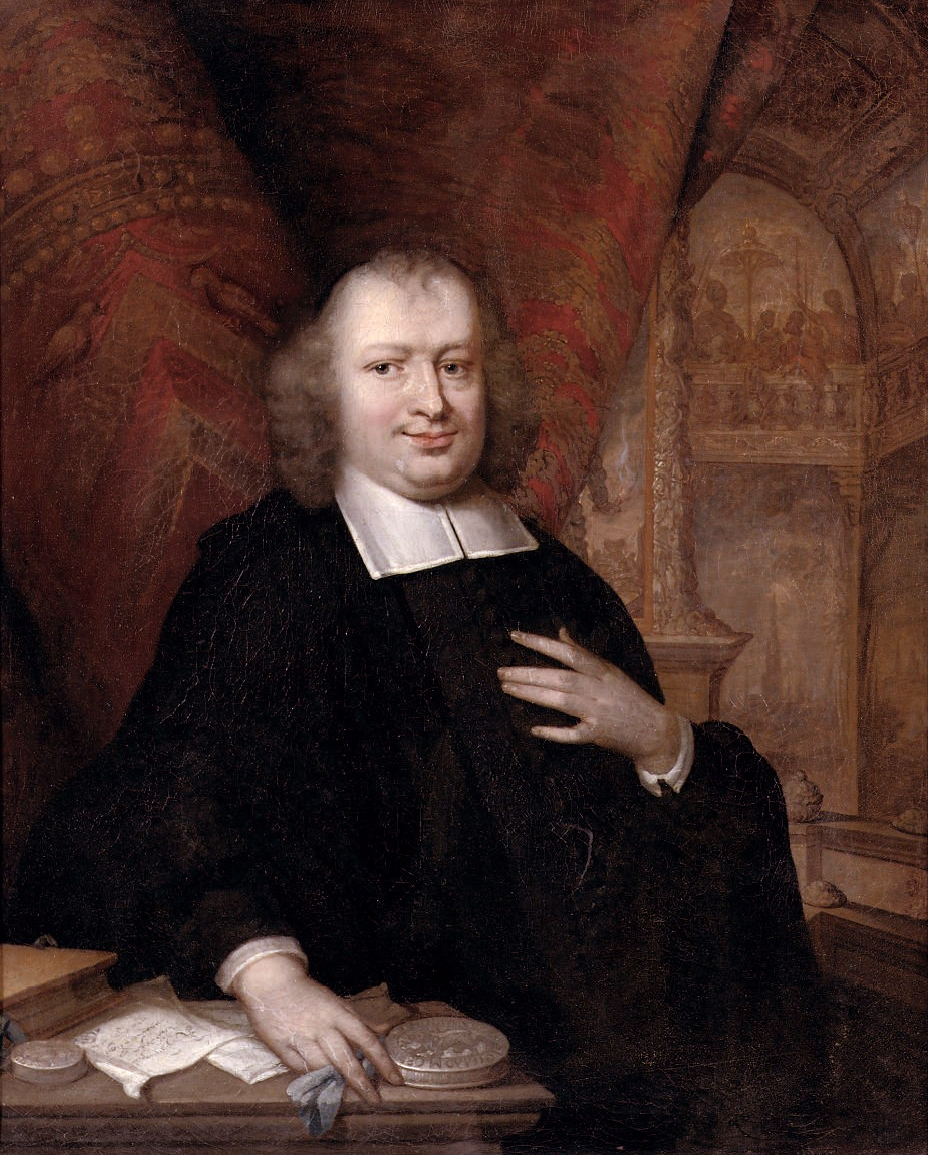
Gaspar Fagel remplaça De Witt en tant que grand-pensionnaire et était plus favorable aux intérêts de Guillaume.

### Conflits à propos des fonctions de stathouder (1654-1667)
Après la mort du père de Guillaume en 1650, les postes de stathouder restent vacants. De 1660 à 1670, les partisans du régime républicain s'efforcent d'empêcher Guillaume de reprendre les fonctions détenues par son père et son grand-père, mais les orangistes, soutenus par l'Angleterre à partir de 1660, parviennent peu à peu à faire céder leurs adversaires.

#### L'acte d'exclusion de 1654
Le traité de Westminster de 1654, qui met fin à la première guerre anglo-néerlandaise (1652-1654), a une annexe (initialement secrète) due à une exigence d'Olivier Cromwell, l'« acte d'exclusion », qui interdit à la province de Hollande[pas clair] de nommer un membre de la maison d'Orange-Nassau aux fonctions de stathouder.
Après la restauration des Stuart en la personne de Charles II (1660), l'acte d'exclusion est déclaré nul. Dès 1660, Marie et Amélie s'efforcent de convaincre les différentes provinces de désigner Guillaume comme futur stathouder, mais se heurtent à un refus.

#### L'édit perpétuel de 1667
Après la deuxième guerre anglo-néerlandaise (1665-1667), comme Guillaume approche de ses 18 ans, le parti orangiste tente de nouveau de lui assurer les fonctions de stathouder et de capitaine général. De Witt autorise alors le pensionnaire de Haarlem, Gaspar Fagel, à pousser les États de Hollande[pas clair] à voter l'édit perpétuel de 1667. Ce texte stipule que le capitaine-général ou l'amiral-général des Pays-Bas ne peut devenir stathouder d'aucune province de la république des Provinces-Unies.

#### Ralliement de la Zélande au parti orangiste (1668)
Cependant, le 19 septembre 1668, les États de Zélande le reçoivent en tant que « Premier Noble[pas clair] ». Pour recevoir ce titre, Guillaume a dû échapper à l'attention de ses tuteurs[Qui ?] pour se rendre secrètement à Middelbourg.
Un mois plus tard, Amélie autorise Guillaume à se déclarer majeur et à gérer sa propre maison.

#### Tentative d'abolition de la fonction de stathouder (mars 1670)
En mars 1670, la province de Hollande, centre de l'opposition à l'orangisme, abolit la fonction de stathouder, ainsi que quatre autres provinces[Lesquelles ?], établissant ainsi la période dite de « l'Harmonie ». De Witt demande aux régents, c'est-à-dire aux membres des conseils urbains, de s'engager par serment à faire respecter l'édit. Tous sauf un[Qui ?] acceptent.
Guillaume vit cela comme une défaite mais en réalité, l'arrangement est un compromis : De Witt aurait préféré ignorer complètement le prince, mais à présent son ascension dans les fonctions de commandement de l'armée suprême était irrésistible.[pas clair]

#### Entrée de Guillaume au Conseil d'État (mai 1670)
De Witt accepte finalement que Guillaume soit admis comme membre du Conseil d'État (Raad van Staate) puis de la commission des États généraux gérant le budget militaire. Guillaume entre au conseil le 31 mai 1670 avec tous ses droits de vote malgré les tentatives de De Witt pour limiter son rôle à celui de conseiller.

### Séjour de Guillaume en Angleterre (novembre 1670)
En novembre 1670 Guillaume obtient la permission de se rendre en Angleterre pour demander à Charles II de payer au moins une partie des 2 797 859 guilden des dettes de la maison Stuart envers la maison d'Orange-Nassau. Charles II ne pouvant pas payer, Guillaume accepte de réduire la somme à 1 800 000 guilden.
Le roi d'Angleterre, qui est anglican, découvre que son neveu est un calviniste convaincu et un Hollandais patriote ; il reconsidère alors son idée de lui révéler le traité secret de Douvres avec la France qui prévoit la destruction de la république des Provinces-Unies et l'installation de Guillaume comme souverain d'un État croupion néerlandais. En plus des divergences politiques, le jeune Guillaume s'inquiète du mode de vie de Charles II et de son frère Jacques qui boivent, jouent et entretiennent de nombreuses maîtresses.

### Capitaine général face à la menace franco-anglaise (février 1672)
En 1671, la sécurité de la république est menacée par l'imminence d'une attaque anglo-française. Les États de Gueldre demandent alors que Guillaume soit nommé capitaine-général de l'armée dès que possible malgré sa jeunesse et son inexpérience. Le 15 décembre 1671, ce projet est officiellement adopté par les États d'Utrecht. Le 19 janvier 1672, les États de Hollande font une contre-proposition : nommer Guillaume à la tête de l'armée pour une seule campagne. Le prince refuse et le 25 février, un compromis est conclu : une nomination par les États généraux pour un été, suivi d'une nomination permanente lors de son 22e anniversaire.
Parallèlement et en secret, en janvier 1672, Guillaume écrit à Charles II, lui demandant d'exploiter la situation en faisant pression sur les états généraux afin qu'il soit nommé stathouder. En retour, Guillaume allierait la république à l'Angleterre et servirait les intérêts de Charles II autant que « l'honneur et la loyauté dû à cet État » le lui permettrait. Mais Charles II ne donne aucune réponse et poursuit les préparatifs militaires avec son allié français.

## Stathouder des Provinces-Unies

### Débuts désastreux de l'année 1672: la guerre contre la France et l'Angleterre
Pour les Provinces-Unies, l'année 1672, appelée rampjaar (« année de tous les désastres »), est marquée par le début de la guerre contre la France de Louis XIV et l'Angleterre de Charles II (troisième guerre anglo-néerlandaise), alliées aux principautés épiscopales de Münster et de Cologne.
Bien que la flotte anglo-française soit battue lors de la bataille de Solebay (7 juin), les troupes françaises entrent dans les provinces de Gueldre et d'Utrecht. Le 14 juin, Guillaume se retire avec les restes de son armée en Hollande où les États ont ordonné le 8 juin la destruction des écluses afin d'inonder le pays. Louis XIV, estimant que la guerre est terminée, envisage de commencer les négociations.
Mais la présence d'une grande armée française au cœur de la république entraîne une panique générale, et le peuple se retourne contre De Witt et ses alliés. Blessé lors d'une tentative d'assassinat le 21 juin, Johan de Witt se trouve incapable d'assumer son rôle de grand-pensionnaire.

### Nomination de Guillaume stathouder de Hollande et de Zélande (juillet 1672)
Le 4 juillet, les États de Hollande nomment Guillaume stathouder et il prête serment cinq jours plus tard.
Le lendemain, un envoyé spécial de Charles II, lord Arlington, rencontre Guillaume à Nieuwerbrug. Il offre à Guillaume le titre de « prince de Hollande » en échange de sa capitulation. Mais le stathouder n'est cependant qu'un officier et n'a pas l'autorité pour accepter cette proposition. Devant son refus, Arlington menace d'anéantir la république. Guillaume fait alors sa célèbre réponse : « Il n'y a qu'un seul moyen d'éviter cela : mourir en la défendant jusqu'au dernier fossé ».
Le 7 juillet, l'inondation des terres est achevée et l'avance de l'armée française est stoppée. Le 16 juillet, la Zélande attribue à son tour le poste de stathouder à Guillaume.

### L'assassinat des frères De Witt (20 août 1672)
Le 15 août, Guillaume publie une lettre de Charles II dans laquelle celui-ci affirme que la principale cause de la guerre est l'agressivité de la faction De Witt. Le peuple étant désormais hostile à De Witt, ce dernier et son frère Cornelis sont assassinés par une milice citoyenne à La Haye le 20 août. Après cela, Guillaume remplace de nombreux régents par ses partisans.
Bien que sa complicité dans le lynchage n'ait jamais été prouvée[pas clair], il entrave les tentatives de poursuites contre les chefs de la conspiration et en récompense certains avec de l'argent (Hendrik Verhoeff) ou des postes élevés (Johan van Banchem et Johan Kievit). Cela nuit à sa bonne réputation (de même que ses actions ultérieures à Glencoe en Écosse).

### Poursuite victorieuse de la guerre (1672-1674) et paix avec l'Angleterre
Guillaume III poursuit le combat contre les Français et les Anglais en s'alliant au roi d'Espagne et à l'électeur de Brandebourg.
En novembre 1672, il conduit son armée à Maastricht pour menacer les lignes de ravitaillement françaises.
En 1673, la situation s'améliore. Bien que Louis XIV ait pris Maastricht et que les tentatives de Guillaume pour prendre Charleroi aient échoué, l'amiral Michiel de Ruyter bat la flotte anglo-française à trois reprises[Où ?], ce qui entraîne le retrait de l'Angleterre qui signe le traité de Westminster en 1674.
Isolés, les Français se retirent progressivement des territoires hollandais, à l'exception de Maastricht, tout en progressant ailleurs[Où ?].

### Prise de contrôle des provinces libérées de l'occupation française (1674)
Pour sanctionner leur manque de combativité face à l'ennemi, Gaspar Fagel propose de traiter les provinces libérées (Utrecht, Gueldre et Overijssel) comme les pays de la Généralité (territoires à population majoritairement catholique, comme le nord du Brabant, n'ayant pas le statut de province). Guillaume refuse mais obtient des États généraux un mandat pour nommer tous les membres des nouveaux États de ces provinces.
Le 26 avril 1674, le sénat d'Utrecht[pas clair], où ses partisans sont majoritaires, le nomme stathouder héréditaire. Les États de Gueldre lui offrent les titres de duc de Gueldre et de comte de Zutphen, qui évoquent l'époque féodale, antérieure à la création des Provinces-Unies. Mais les réactions défavorables en Zélande et à Amsterdam[pas clair], où la bourse s'effondre, incitent Guillaume à refuser ces honneurs : il est simplement nommé stathouder de Gueldre et d'Overijssel.

### Mariage avec Marie d'Angleterre (1677)

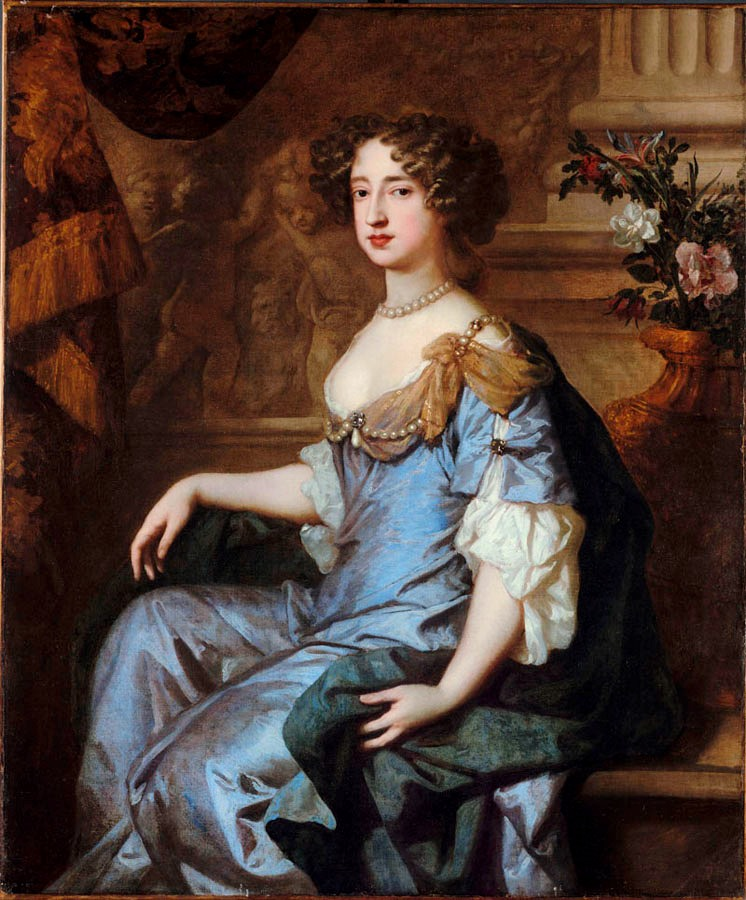
Guillaume épousa sa cousine germaine, la future reine Marie II en 1677.

Durant la guerre avec la France, Guillaume tente d'améliorer sa position en épousant sa cousine germaine Marie (1662-1694), fille aînée de Jacques Stuart, frère cadet de Charles II, de onze années sa cadette. Bien qu'il ait anticipé une résistance à une union matrimoniale avec la maison Stuart de la part des marchands d'Amsterdam, qui détestaient la mère de Guillaume (Marie-Henriette Stuart), Guillaume pense qu'épouser Marie permettrait d'accroître ses chances d'accession aux royaumes de Charles II[pas clair] et éloignerait le monarque anglais de son alliance avec la France.
Jacques n'est pas favorable à ce mariage, contrairement à Charles II, qui essaie d'abord de l'utiliser comme un moyen de pression dans les négociations de paix, mais Guillaume insiste pour que les deux questions soient traitées séparément. Charles II finit par céder. La cérémonie de mariage est menée par l'évêque Henry Compton le 4 novembre 1677.
Marie tomba rapidement enceinte mais fait une fausse couche. Après une autre maladie en 1678, elle ne sera plus jamais enceinte.
Durant la vie de son épouse, Guillaume n'a eu qu'une seule maîtresse reconnue, Élisabeth Villiers, en contraste avec les nombreuses liaisons de son oncle. En revanche, on lui prête une liaison avec un page, Arnold Joost van Keppel (1670-1718), à partir de 1686.

### La paix avec la France (traités de Nimègue, 1678)

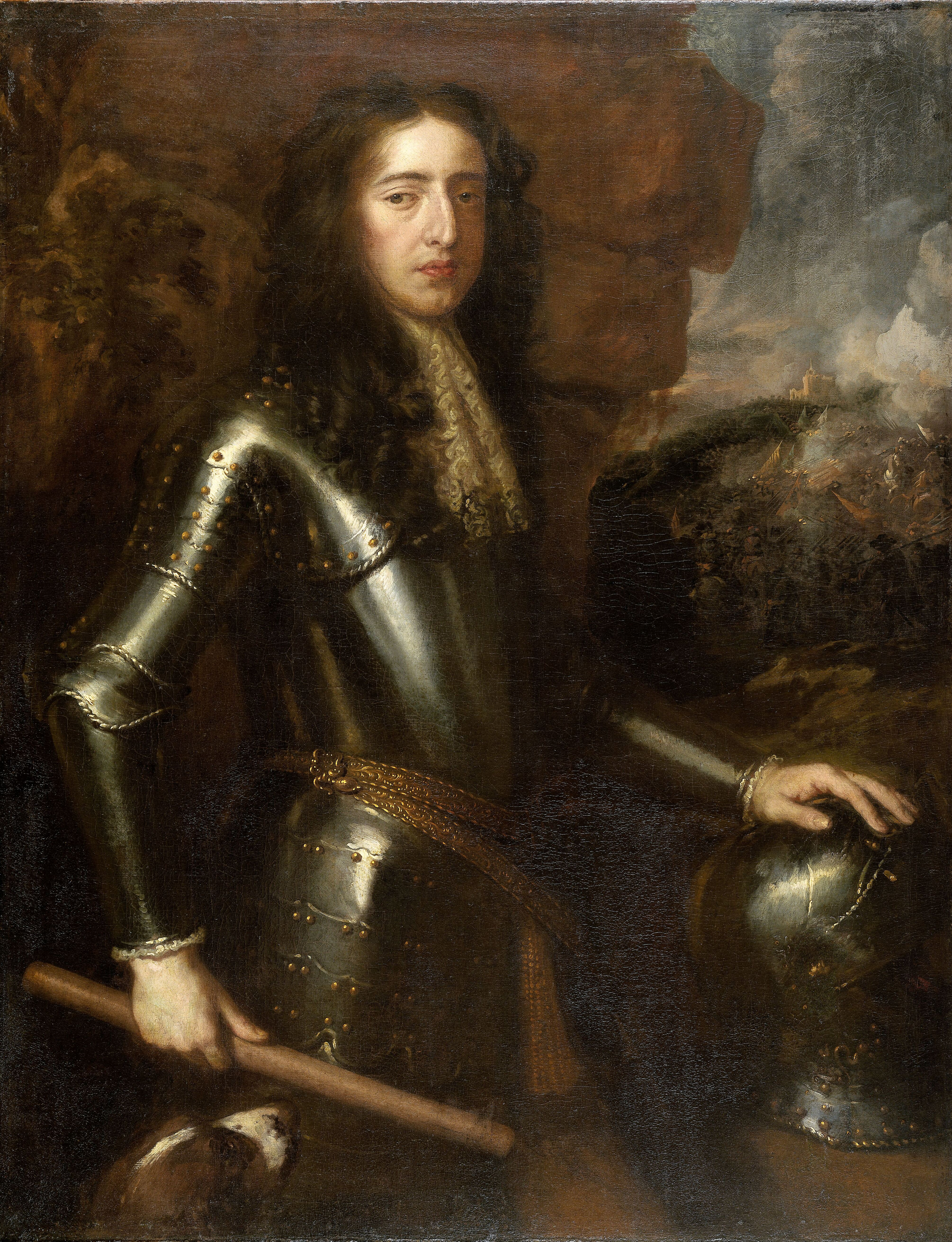
Portrait de Guillaume âgé de 27 ans par Peter Lely.

En avril 1677, Guillaume se rend à  Saint-Omer, ville du comté d'Artois (Pays-Bas espagnols) assiégée depuis une dizaine de jours par Philippe d'Orléans, frère de  Louis XIV. Le 10 avril, il rencontre les troupes françaises à Noordpeene. La bataille de la Peene aboutit à une victoire française décisive. La ville de Saint-Omer se rend quelques jours plus tard, dernière ville d'Artois conquise par la France.
En 1678, Louis XIV cherche à faire la paix avec les Provinces-Unies, mais Guillaume est très suspicieux vis-à-vis de lui, pensant que le roi de France veut devenir le monarque universel de l'Europe. Louis XIV décrit Guillaume comme « mon ennemi mortel » et le voit comme un exécrable belliciste[réf. nécessaire].
Malgré tout, la France impose à ses adversaires les traités de Nimègue (août-septembre 1678).

### Relations avec la France après la paix de Nimègue (1678-1688)
Les annexions françaises en Allemagne (la politique des « réunions ») et la révocation de l'édit de Nantes en 1685 provoquent un afflux massif de réfugiés huguenots aux Provinces-Unies.
Cela pousse Guillaume III à rejoindre diverses coalitions dirigées contre la France, notamment la Ligue d'Augsbourg en 1688.

### Prétendant au trône d'Angleterre (1677-1688)
Du fait de son mariage, Guillaume devient un candidat potentiel au trône d'Angleterre, notamment au cas où Jacques Stuart serait exclu de la succession du fait de son catholicisme.
Durant la crise de l'Exclusion Bill en 1680, Charles II invite Guillaume à venir en Angleterre pour renforcer la position du roi contre les partisans de l'exclusion, puis retire son invitation. Néanmoins, Guillaume fait pression sur les états généraux pour qu'ils envoient à Charles II une lettre le suppliant d'empêcher un catholique de lui succéder, sans nommer explicitement Jacques. Face aux réactions indignées de Jacques et de Charles II, Guillaume nie toute implication.
En 1685, lorsque Jacques II monte sur le trône d'Angleterre, Guillaume tente une approche conciliante tout en essayant de ne pas offenser les protestants anglais. Alors en quête de moyens de réduire la puissance de la France, il espère d'abord que Jacques II rejoindra la Ligue d'Augsbourg, mais en 1687 il devient clair que ce ne sera pas le cas.
Les relations entre les deux hommes s'enveniment par la suite. En novembre 1687, l'épouse de Jacques II, Marie de Modène, annonce qu'elle est enceinte. Aussitôt, pour obtenir le soutien des protestants anglais, Guillaume écrit une lettre ouverte au peuple anglais, dans laquelle il exprime sa désapprobation envers les politiques religieuses tolérantes pour les catholiques de Jacques II. De nombreux hommes politiques anglais le considèrent comme un ami, entretiennent des contacts secrets avec lui et envisagent même une invasion de l'Angleterre.

## Glorieuse Révolution

### Préparatifs d'invasion

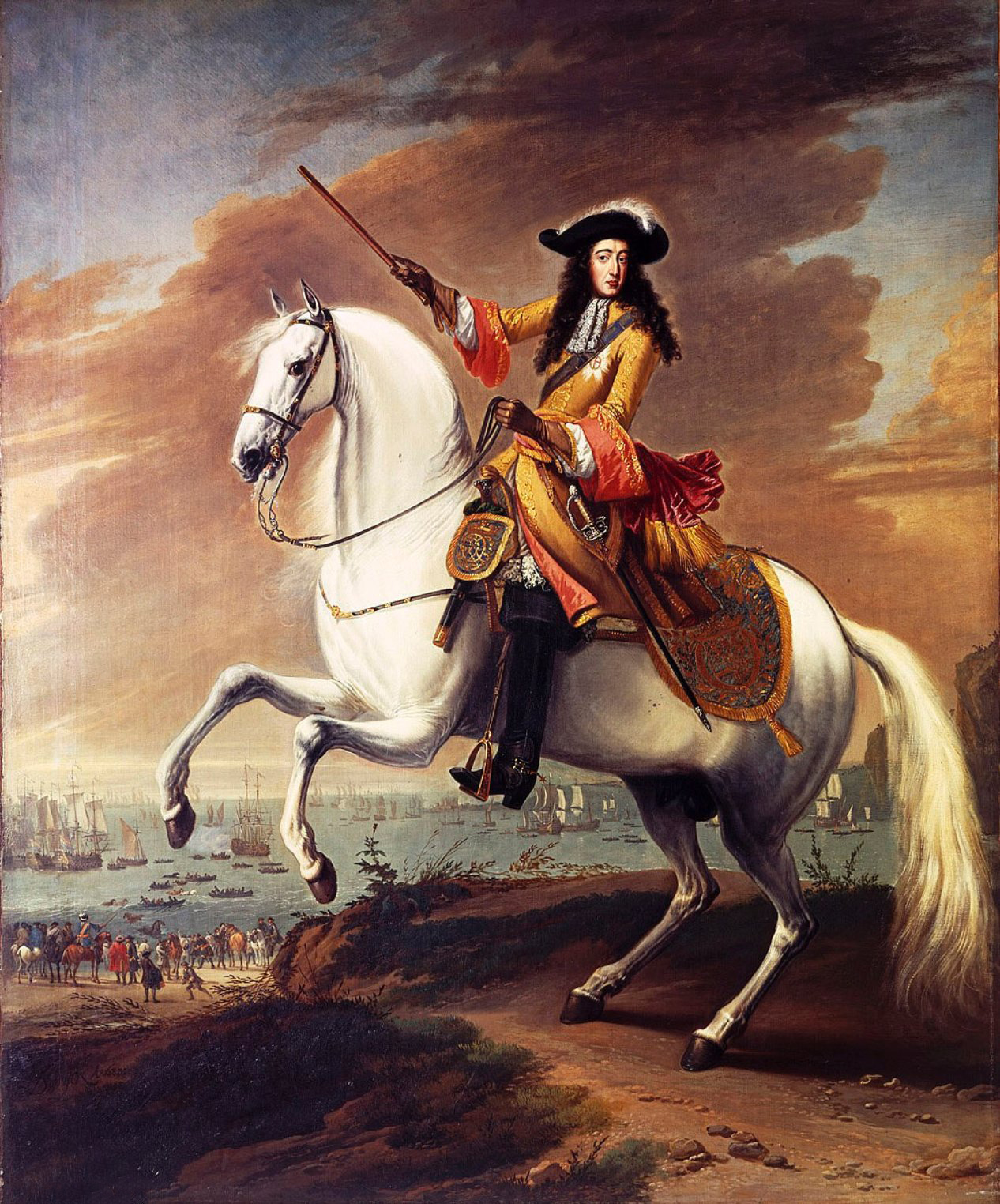
débarquant à Brixham, peinture de Jan Wyck vers 1688.

La plupart des historiens sont d'accord pour dire qu'il commence à assembler un corps expéditionnaire en avril 1688, à un moment où il est de plus en plus évident que la France va être occupée par ses campagnes en Allemagne et en Italie et ne pourra pas intervenir contre lui en Angleterre,.
Pensant que les Anglais accepteraient mal un envahisseur étranger, il adresse une lettre au contre-amiral Herbert dans laquelle il demande que les protestants les plus influents d'Angleterre l'invitent à attaquer.

### Naissance du fils de Jacques II et procès des évêques (juin 1688)
Le 20 juin 1688, l'épouse de Jacques II, Marie de Modène, accouche d'un fils (Jacques François Stuart (1688-1766), dit « le chevalier de Saint-George »), ce qui place l'épouse de Guillaume au deuxième rang dans l'ordre de succession au trône et laissait présager la mise en place d'une dynastie catholique.
La colère publique[pas clair] est augmentée par le procès fait à sept évêques qui se sont publiquement opposés à la Déclaration d'indulgence par laquelle Jacques II a garanti la liberté de religion à ses sujets, y compris les catholiques, politique défavorable à l'Église d'Angleterre.
Le 30 juin 1688, le tribunal prononce l'acquittement des évêques et un groupe de personnalités politiques appelées par la suite « les sept immortels » envoie  à Guillaume une invitation formelle à intervenir en Angleterre.
Les intentions de Guillaume sur l'invasion sont rendues publiques en septembre 1688.

### L'offensive victorieuse de Guillaume (novembre 1688)

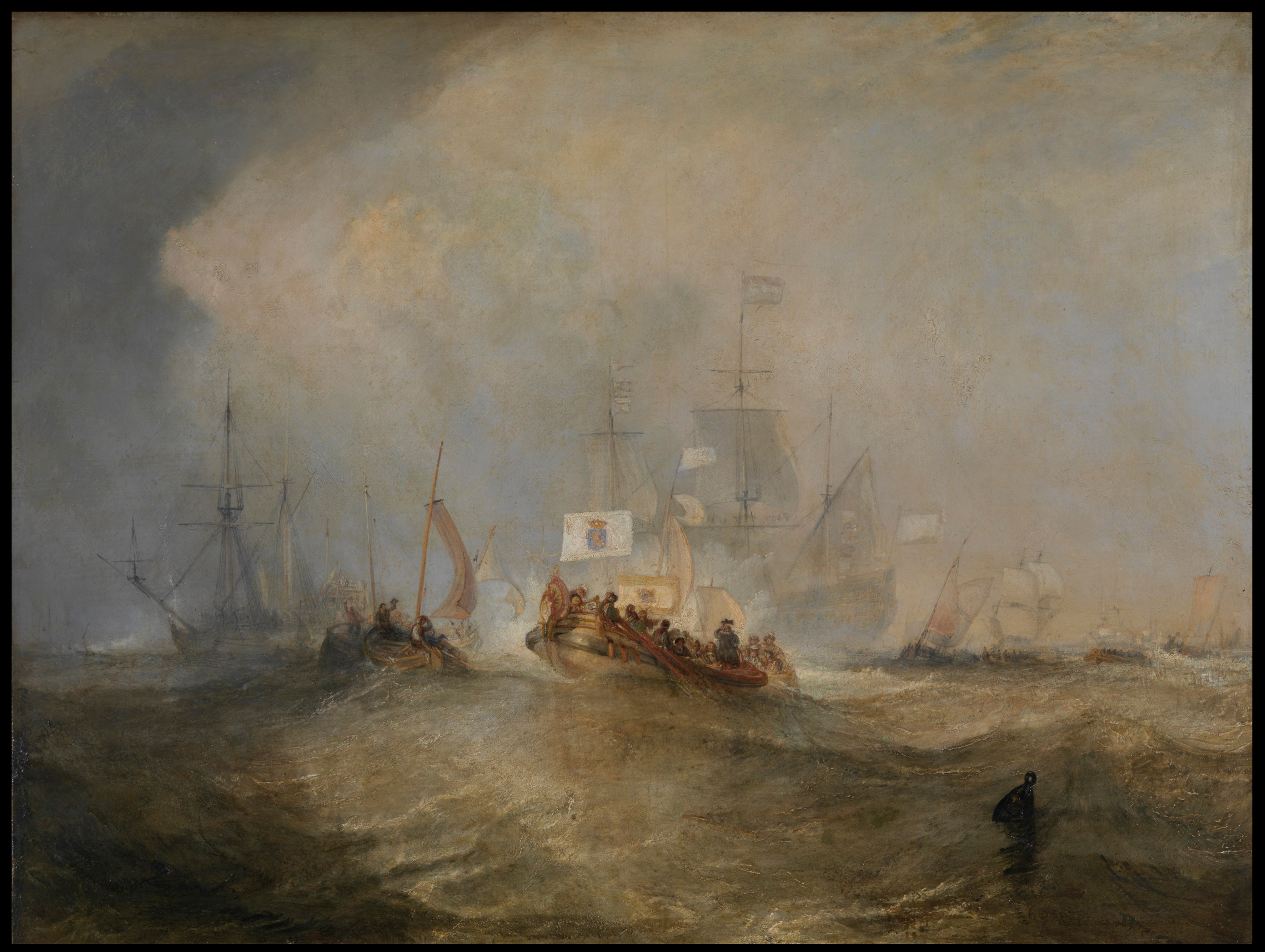
Le Prince d'Orange, débarqué à Torbay
William Turner, 1832
Tate Britain, Londres.

Le 5 novembre 1688, il débarque à Brixham, dans le sud-ouest de l'Angleterre ; cet événement a été relaté par le peintre William Turner dans un tableau de 1832 intitulé Le Prince d'Orange, Guillaume III, embarqué de Hollande et débarqué à Torbay, le 4 novembre 1688, après un passage orageux. Il proclame à son arrivée qu'il maintiendra les libertés de l'Angleterre et les droits de l'Église anglicane.
Il est à la tête d'environ 11 000 fantassins et 4 000 cavaliers. Jacques II perd immédiatement la plupart de ses soutiens. Les officiers protestants de l'armée anglaise abandonnent sa cause, notamment John Churchill (duc de Marlborough, « Malbrough »), l'officier le plus expérimenté de Jacques, et de nombreux nobles proclament leur soutien à Guillaume.
Les tentatives de résistance de Jacques II apparaissent très vite vouées à l'échec. Il envoie des émissaires à Guillaume, tout en tentant de s'enfuir (11 décembre), mais il est arrêté par des pêcheurs[Où ?] et ramené à Londres.
Guillaume l'autorise cependant à quitter le pays car il ne veut pas faire de lui un martyr de la cause catholique, en le maintenant en captivité.

### Avènement de Guillaume III et de Marie II d'Angleterre (1689)

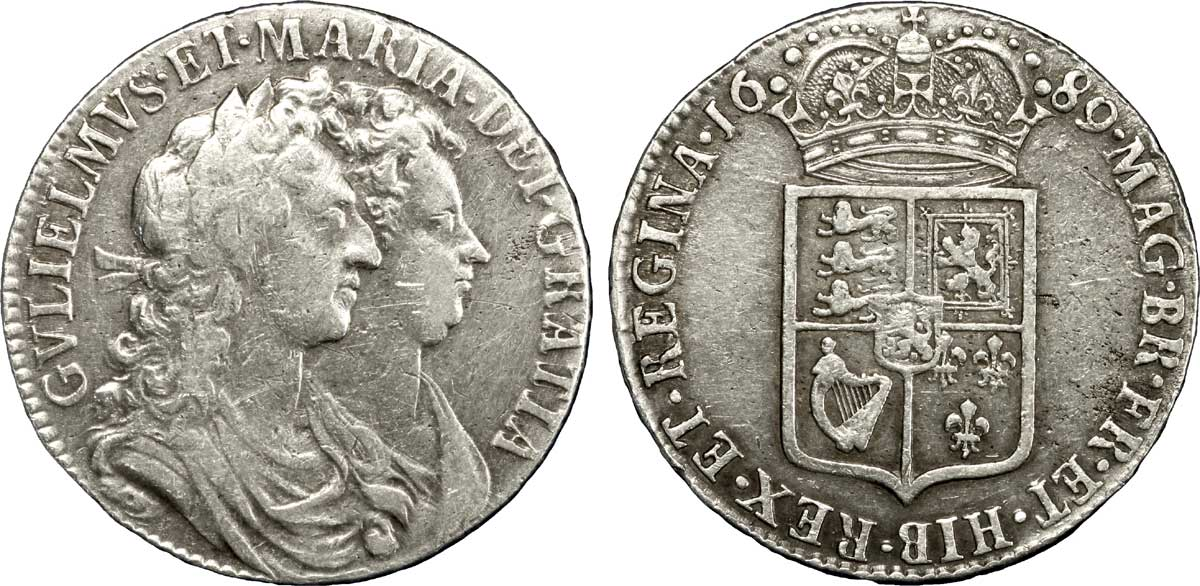
Une demi-couronne à l'effigie de et Marie II (1689).
Description avers : portraits de profil droit de et Marie II. Description revers : écus couronnés d’Angleterre, d'Écosse, d'Irlande et de France, quatre monogrammes formés d’un M et d’un W croisés, au centre les armes de la maison de Nassau.

Après la chute de Jacques II, Guillaume convoque le Parlement d'Angleterre en convention. Il sait que sa situation est précaire : même si sa femme est en haut de l'ordre de succession au trône, il veut régner en tant que roi de plein droit et pas seulement en tant que roi consort. Le seul exemple de monarchie conjointe en Angleterre date du XVIe siècle, lorsque la reine Marie Ire, fille d'Henri VIII, a épousé le prince Philippe d'Espagne. Philippe n'est resté roi que durant la vie de son épouse et le contrat de mariage établissait des limites à ses pouvoirs en Angleterre. Au contraire, Guillaume veut rester roi même si son épouse meurt avant lui.
La première réunion a lieu le 22 janvier 1689,.
La Chambre des communes, où la majorité est whig, décide très vite que le trône est vacant et qu'il est plus approprié que le souverain soit protestant. Les membres de la Chambre des lords, en majorité des conservateurs, proposent de proclamer seulement Marie en tant que monarque, mais celle-ci refuse par loyauté envers son mari. Guillaume refusant d'être régent ou de ne régner que comme consort, des négociations ont lieu entre les deux Chambres et la Chambre des Lords admet à son tour (à une courte majorité) que le trône est vacant. Mais dans ce cas, l'héritier légitime est le fils de Jacques II, malgré son jeune âge.
Ce dilemme aboutit le 13 février 1689 au vote par le Parlement de la Déclaration des droits (Bill of Rights), un des textes fondamentaux de l'histoire de l'Angleterre. En ce qui concerne la succession, la Déclaration indique que Jacques II, ayant tenté de fuir, a abdiqué et a donc laissé le trône vacant. La couronne est transférée non pas au fils de Jacques II, héritier en des circonstances normales, mais à Guillaume III et Marie II en tant que co-monarques, avec la condition que « l'exercice plein et entier de la puissance royale soit exercé par le prince d'Orange aux noms des dits prince et princesse pendant leur vie commune ». Mais elle proclame aussi un certain nombre de droits individuels des sujets anglais et de règles de fonctionnement institutionnel, notamment sur le rôle du Parlement et sur l'Habeas corpus (protections judiciaires contre l'arbitraire).

Pièce d'argent à l'effigie de datant de 1695. L'inscription latine sur l'avers GVLIELMVS III DEI GRA[TIA] et sur le revers MAG[NAE] BR[ITANNIAE] FRA[NCIAE] ET HIB[ERNIAE] REX 1695 signifie : «, par la grâce de Dieu, roi de Grande-Bretagne, de France et d'Irlande, 1695 ». Le revers montre (dans le sens des aiguilles d'une montre en partant du haut) les armoiries de l'Angleterre, de l'Écosse, de la France et de l'Irlande entourant les armoiries de la maison d'Orange-Nassau.

Guillaume convoque également le parlement d'Écosse qui se réunit le 14 mars 1689 à Edimbourg. Ce dernier envoya une lettre de conciliation mais Jacques II envoya des ordres hautains et sans compromis[pas clair], ce qui pousse la majorité à se prononcer en faveur de Guillaume III. Le 11 avril, le Parlement écossais déclare que Jacques II n'est plus roi d'Écosse, le jour même du couronnement de Guillaume et Marie comme roi et reine d'Angleterre.
Guillaume III et Marie II sont couronnés par l'évêque de Londres Henry Compton, et non pas par l'archevêque de Canterbury, William Sancroft, qui refuse de reconnaître le renversement de Jacques II. Il reçoivent la couronne d'Écosse le 11 mai, Guillaume devenant « Guillaume II d'Écosse ».
Le 16 décembre 1689, Guillaume et Marie donnent formellement leur accord à la Déclaration du 13 février.

### Retour au calme
Guillaume III d'Angleterre encouragea le passage de l'Acte de tolérance de 1689 qui garantissait la liberté religieuse de certains « non-conformistes » protestants. Cela ne permit cependant pas d'étendre la tolérance aussi loin que Guillaume III l'aurait souhaité car les libertés religieuses des catholiques, des anti-trinitariens et de certains protestants restaient encore limitées. En décembre 1689, l'un des plus importants documents constitutionnels de l'histoire anglaise, la Déclaration des droits, fut adopté par le Parlement. Cette loi, qui reconfirmait certaines clauses de l'ancienne déclaration des droits, établissait des restrictions sur les prérogatives royales. Elle empêchait, entre autres, le roi de suspendre des lois votées par le Parlement, de lever des taxes ou une armée en temps de paix sans l'accord du Parlement, d'enfreindre le droit de pétition, de nier le droit de porter des armes aux sujets protestants, d'interférer dans les élections législatives, de punir les membres des deux Chambres du Parlement pour ce qui est dit pendant les débats, d'offrir des acquittements excessifs ou d'infliger des châtiments cruels. Guillaume III était opposé à de telles contraintes mais il choisit ne pas entrer en conflit avec le Parlement, et accepta de respecter la loi.

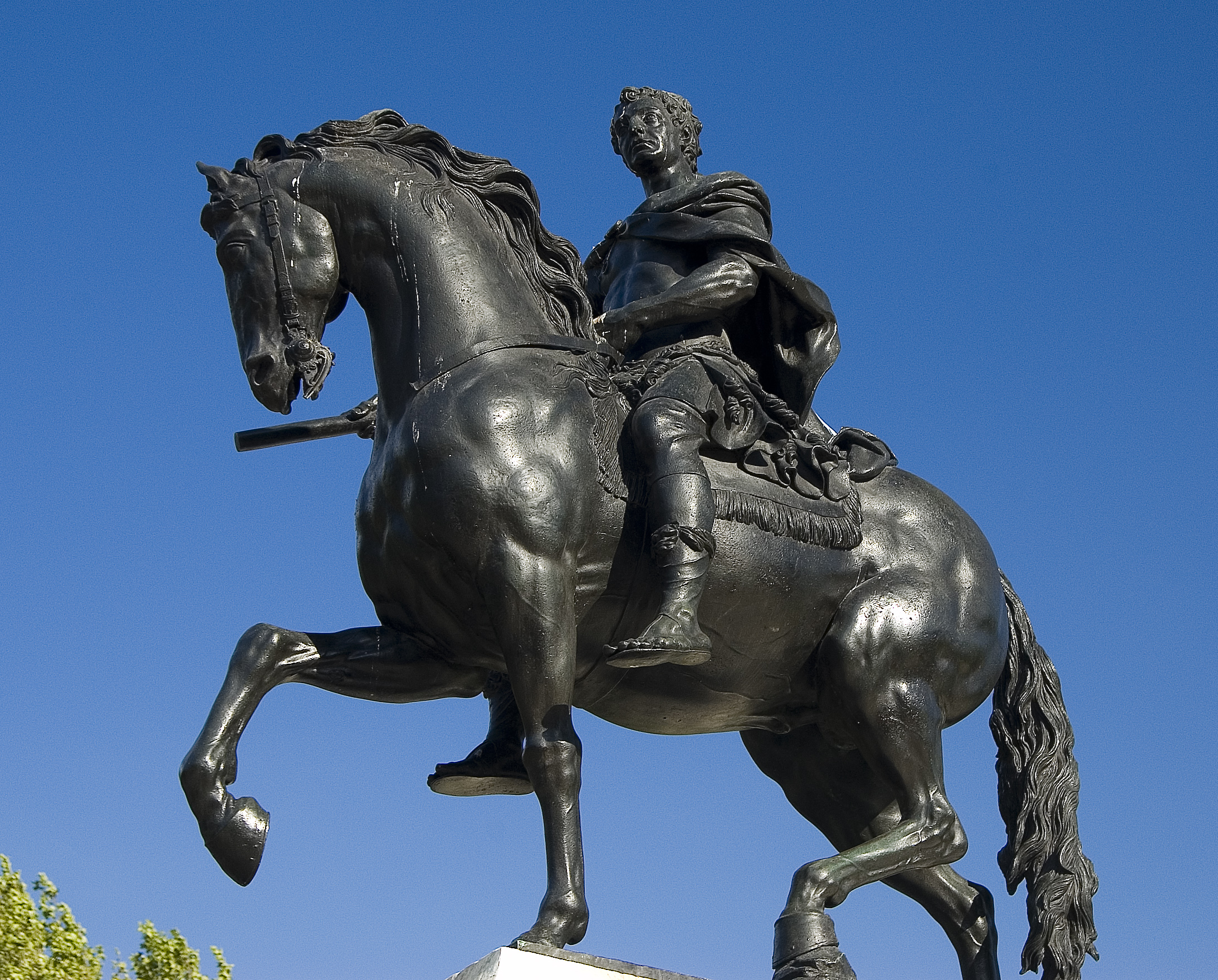
Statue idéalisée de réalisée par John Michael Rysbrack, érigée dans le Queen Square de Bristol en 1736.

La Déclaration des droits régla la question de la succession à la Couronne. Après la mort de l'un des deux co-monarques, l'autre continuerait à régner. La suivante dans l'ordre de succession devenait la sœur de Marie II, la princesse Anne, et ses descendants. Néanmoins, tous les enfants que Guillaume III pourrait avoir d'un mariage à venir seraient intégrés à l'ordre de succession. Les catholiques, de même que ceux qui épousaient des catholiques, étaient exclus.

## Roi d'Angleterre avecMarieII(1689-1694)

### Les soulèvements jacobites
Après la reconnaissance de Guillaume et Marie comme monarques, une importante minorité, les jacobites, n'accepte pas la validité de leur accession au trône en avançant que le pouvoir des rois vient de Dieu et non pas du Parlement. Un certain nombre de gens refusent de prêter le serment d'allégeance à Guillaume III, dont plus de 400 ecclésiastiques, notamment plusieurs évêques de l'Église d'Angleterre et de l'Église épiscopalienne écossaise.
Les jacobites vont s'efforcer de restaurer Jacques II puis ses héritiers dès le règne de Guillaume et même bien au-delà.

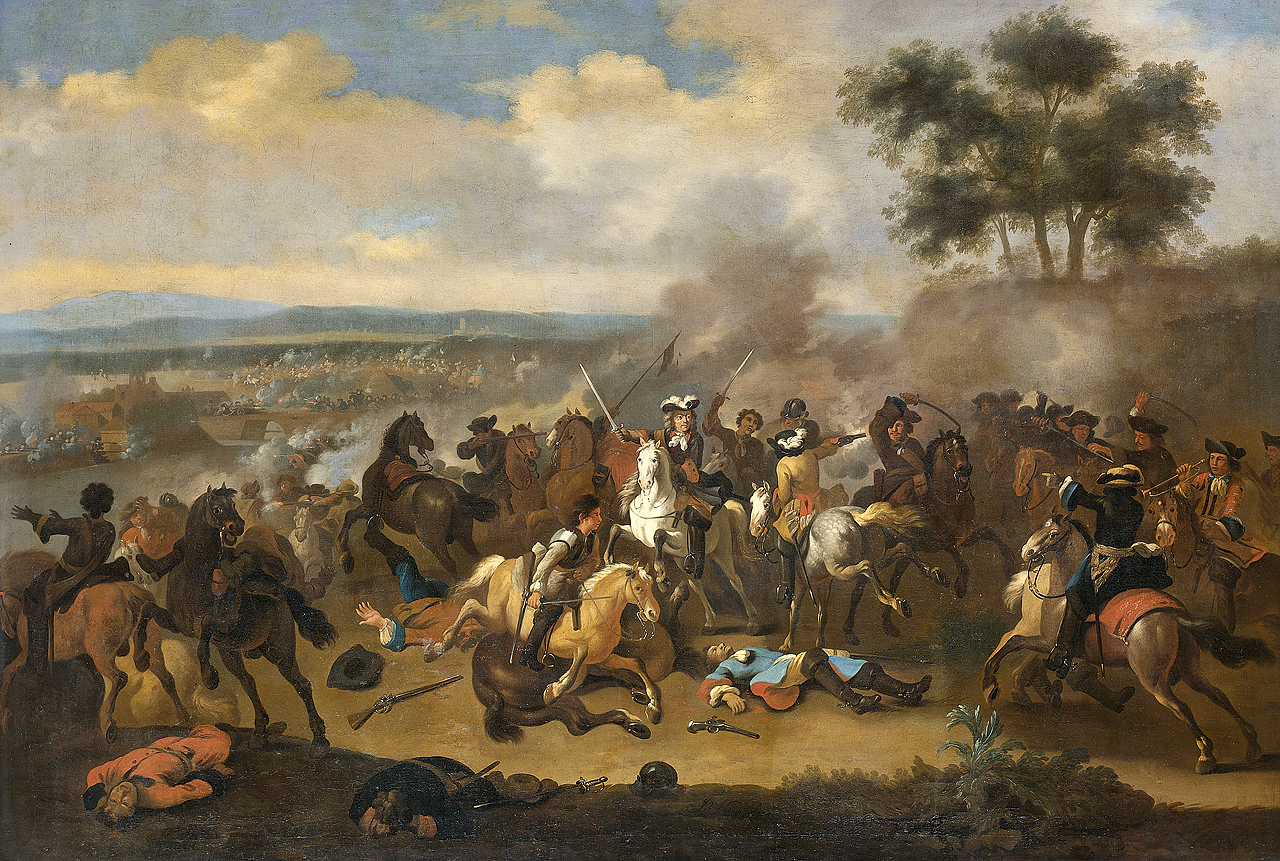
La bataille de la Boyne entre Jacques II et, 10 juillet 1690, peinture de Jan van Huchtenburg.

#### Le soulèvement irlandais (1689-1691): la bataille de la Boyne
Le jacobitisme est particulièrement implanté en Irlande, île de population catholique, où des jacobites franco-irlandais et des troupes françaises arrivent de France en mars 1689 pour participer à la rébellion jacobite, connue sous le nom irlandais de Cogadh an Dá Rí, la guerre des Deux Rois, dont un épisode important est le siège de Derry. En juillet, Guillaume III envoie une flotte de guerre pour débloquer la ville et l'armée débarque en août. Ces troupes ne parviennent pas à prendre l'avantage. En 1690, Guillaume III intervient personnellement à la tête de son armée et remporte la victoire de la Boyne le 1er juillet 1690. Jacques II s'enfuit en France après cette défaite.
Repartant en Angleterre au printemps 1691, Guillaume nomme son ami le général néerlandais Godert de Ginkell qui a commandé un corps de cavalerie à la bataille de la Boyne, commandant en chef des forces armées en Irlande. Celui-ci prend les villes de Galway et de Limerick et, après des négociations difficiles, les dernières troupes jacobites capitulent le 3 octobre 1691 (traité de Limerick), qui met fin à la guerre en Irlande. Goderet reçoit les félicitations officielles de la Chambre des communes et le roi lui donne le titre de comte d'Athlone.

#### Soulèvements en Écosse (1689-1692): le massacre de Glencoe
Une série[réf. nécessaire] de soulèvements jacobites a également lieu en Écosse où le John Graham, vicomte de Dundee, lève des troupes et remporta la bataille de Killiecrankie le 27 juillet 1689, mais il meurt au combat un mois après lors de la bataille de Dunkeld.
Guillaume III offre alors l'amnistie aux clans écossais soulevés à condition qu’ils proclament leur allégeance avant une date donnée. Les retardataires sont châtiés lors du massacre de Glencoe en 1692. Cet événement devient tristement célèbre du fait de la propagande jacobite car Guillaume III avait signé les ordres[pas clair],. Cédant à la colère populaire[pas clair], Guillaume III limoge les responsables du massacre, mais leur accordera ensuite des faveurs : selon les mots de l'historien John Dalberg-Acton, « l'un devint colonel, l'autre chevalier, un troisième pair et un quatrième, enfin, comte ».
La réputation de Guillaume III en Écosse se détériore encore plus lorsqu'il refuse de soutenir le projet Darién, un projet d'Écossais pour créer une colonie dans l'actuel Panama, qui tourne au désastre.

### Relations avec les factions du Parlement

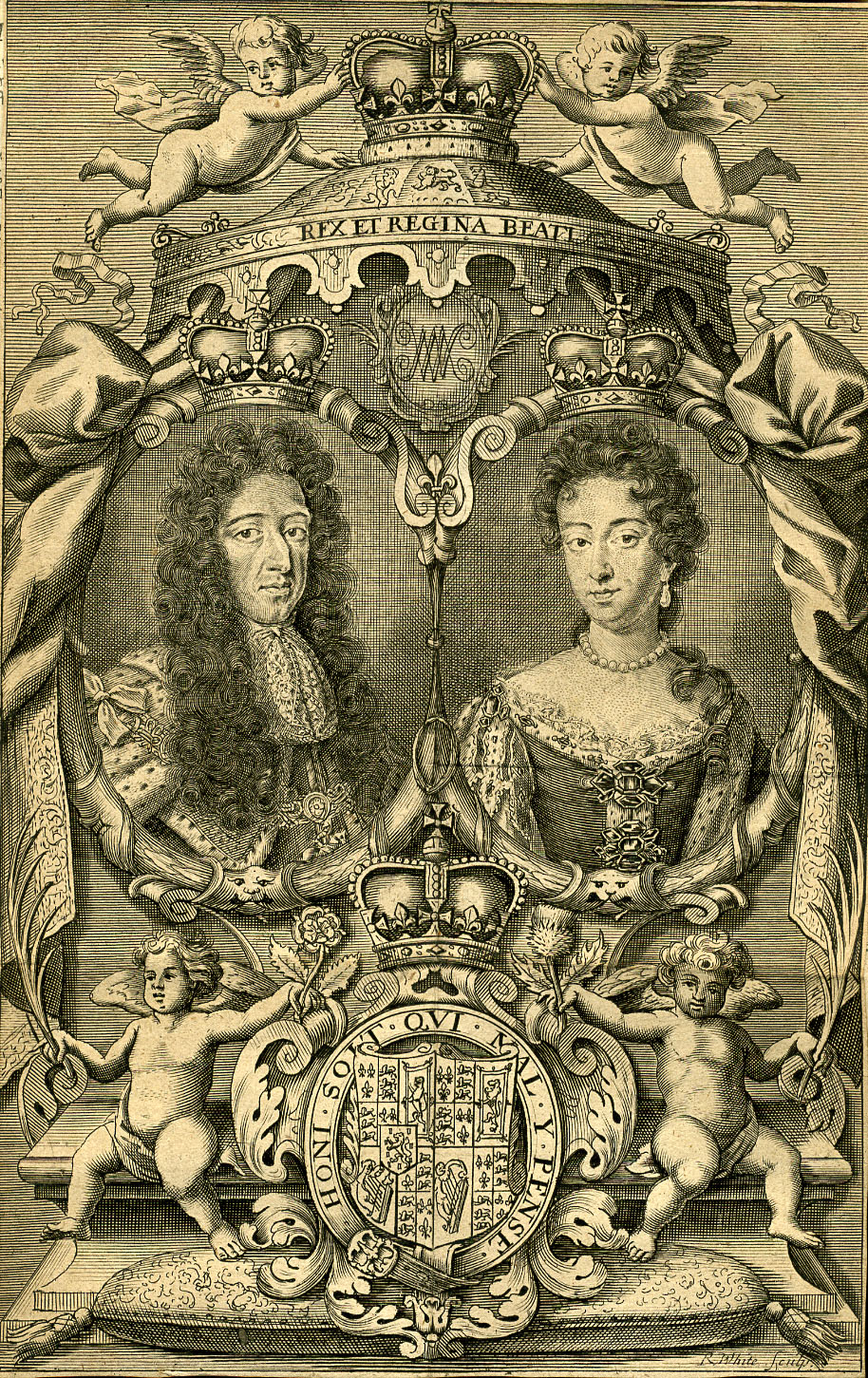
Gravure de et de Marie II.

Bien que les whigs aient été ses principaux soutiens pour accéder au pouvoir, Guillaume privilégie au départ une politique d'équilibre entre whigs et tories en accordant sa confiance à George Savile, marquis d'Halifax, homme connu pour sa capacité à définir une voie politique modérée, ce qui déçoit la majorité whig du Parlement qui espérait dominer le gouvernement. Cette approche équilibrée de la gouvernance ne dure pas, car les factions belligérantes rendent impossible la poursuite par le gouvernement d'une politique efficace[pas clair]. Guillaume III demande de nouvelles élections au début de l'année 1690.
Après ces élections, Guillaume III commence à favoriser les tories menés par Lord Danby (Thomas Osborne) et Lord Nottingham (Daniel Finch). Les tories sont favorables à la préservation des prérogatives royales.
Mais, se heurtant à l'opposition du Parlement lorsqu'il lui demande de financer la poursuite de la guerre contre la France, Guillaume III se tourne vers la faction whig. Le gouvernement whig[Qui ?] est notamment à l'origine de la création de la banque d'Angleterre en 1694. La décision de Guillaume III d'accorder une charte royale à une institution privée appartenant à des banquiers est son héritage économique le plus important. La Banque d'Angleterre est un des fondements de la domination anglaise sur le commerce mondial au XVIIIe siècle, à la place des Provinces-Unies et de la banque d'Amsterdam.
Guillaume III dissout le Parlement en 1695. Le nouveau Parlement est contrôlé par les whigs.
Le soutien à Guillaume III se renforce à la suite de la révélation en 1696 d'un complot jacobite pour l'assassiner. Le Parlement vote un bill d'attainder (condamnation prononcée par le Parlement, sans procès) contre le chef de la conspiration, John Fenwick, qui est exécuté en 1697.

### Poursuite de la guerre de la Ligue d'Augsbourg
Guillaume III quitte fréquemment le royaume durant la guerre de la Ligue d'Augsbourg contre la France ; il quitte l'Angleterre au printemps et rentre à l'automne. Pendant qu'il se trouve à l'étranger, son épouse gouverne le royaume en suivant ses conseils[réf. nécessaire]. À son retour, Marie II lui rend le pouvoir sans réserves, un arrangement qui dure jusqu'à la fin de sa vie.
Après la victoire de la flotte anglo-néerlandaise sur la flotte française à la bataille de la Hougue en 1692, la Ligue d'Augsbourg contrôla les mers durant une courte période, ce qui permet la pacification de l'Irlande par le traité de Limerick.
Dans le même temps, la Ligue d'Augsbourg subit des revers sur le continent car Guillaume III perd Namur (Pays-Bas espagnols) en 1692 et est battu à Neerwinden en 1693.

## Après la mort de Marie (1694-1702)
Marie II meurt de la variole en 1694, laissant Guillaume III gouverner seul. Il fut profondément affecté par son décès.
Malgré sa conversion du calvinisme à l'anglicanisme, la popularité de Guillaume III diminue fortement au cours de son règne en solitaire.
En 1696, les jacobites complotèrent pour assassiner Guillaume III et restaurer Jacques II mais ce fut un échec.

### Rumeurs d'homosexualité
Durant les années 1690, les rumeurs sur une possible homosexualité de Guillaume III sont relayées dans de nombreux pamphlets satiriques émanant de ses opposants jacobites. Il eut en effet des assistants masculins proches dont deux courtisans hollandais auxquels il donna des titres anglais : Hans Willem Bentinck devint comte de Portland (en) et Arnold Joost van Keppel, nommé comte d'Albemarle, de 19 ans le cadet du roi, était réputé être son amant depuis 1685.
Ces relations avec des amis masculins et son apparent manque de maîtresses amenèrent ses ennemis à suggérer qu'il préférait les relations homosexuelles. Cependant, les biographes modernes de Guillaume III débattent encore de la véracité de ces rumeurs et beaucoup avancent qu'elles ne sont que des produits de l'imagination de ses adversaires, tandis que d'autres pensent qu'il y a un fond de vérité.
La proximité de Bentinck avec le roi attisa les jalousies à la cour mais la plupart des historiens modernes doutent qu'il y ait eu un élément homosexuel dans leurs relations. Le jeune protégé de Guillaume III, Keppel, excita les suspicions et les commérages car il était de 20 ans plus jeune que lui, remarquablement beau et avait été élevé au titre de comte avec une certaine aisance. Portland écrivit à Guillaume III en 1697 que « la bienveillance dont votre Majesté a pour un jeune homme et la manière dont vous semblez d'autoriser ses libertés … poussent le monde à dire des choses que j'ai honte d'entendre ». Il ajouta que cela « ternissait une réputation qui n'avait auparavant jamais été sujette à de telles accusations ». Guillaume III rejeta cependant laconiquement de telles suggestions en déclarant, « il me semble très extraordinaire qu'il soit impossible d'avoir de l'estime et de la considération pour un jeune homme sans que cela soit criminel ».

### Fin de la guerre de la Ligue d'Augsbourg (1697)

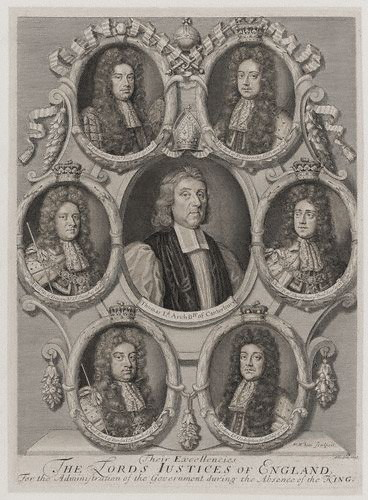
Gravure de 1695 représentant les Lord Justices qui administraient le royaume quand était en campagne. La reine Marie II occupait cette fonction avant sa mort en 1694.

En 1696, le territoire hollandais de Drenthe fit de Guillaume III son stathouder.
D'après les termes du traité de Ryswick (20 septembre 1697) qui mettait fin à la guerre de la Ligue d'Augsbourg, Louis XIV reconnaissait Guillaume III comme le souverain légitime d'Angleterre et ne fournit plus aucun soutien à Jacques II. Privés du soutien français après 1697, les jacobites cessent d'être une menace jusqu'à la fin de son règne.

### Problèmes de la succession d'Espagne
La fin du XVIIe siècle vit la succession au trône d'Espagne devenir la question dominante dans les affaires européennes. L'Espagne contrôlait, en plus de la péninsule Ibérique (sauf le Portugal), des territoires en Italie (royaume de Sicile, royaume de Naples), les Pays-Bas espagnols et, dans le Nouveau Monde, les vice-royautés de Nouvelle-Espagne (Mexico) et du Pérou (Lima). Le roi Charles II d'Espagne, de la maison des Habsbourg d'Espagne, ne pouvait pas avoir d'enfants ; parmi ses parents les plus proches figuraient le roi de France Louis XIV et l'empereur Léopold Ier, chef de la maison des Habsbourg d'Autriche.
Guillaume III cherchait à éviter que la couronne d'Espagne ne passe entre les mains de l'un de ces souverains car cela aurait déséquilibré les rapports de forces en Europe.
Guillaume III et Louis XIV conclurent[Quand ?] un premier accord de succession : le duc Joseph-Ferdinand de Bavière (1692-1699) deviendrait roi d'Espagne tandis que la France et Léopold Ier se partageraient les autres territoires. Charles II accepta la nomination de Joseph-Ferdinand comme héritier et la possibilité d'une guerre sembla s'éloigner. Mais la mort prématurée de Joseph-Ferdinand (de la variole) entraîna la réactivation du problème.
En 1700, les deux souverains concluent un nouvel accord selon lequel les territoires italiens contrôlés par l'Espagne seraient transmis à un fils du roi de France et les autres le seraient à un fils de Léopold. Cet accord irrita les Espagnols qui souhaitaient éviter la désintégration de leur empire et l'empereur pour qui les territoires italiens étaient plus intéressants que les autres.

### Début de la guerre de Succession d'Espagne (1701)
La mort de Charles II en novembre 1700 rebattit complètement les cartes car il céda par testament tous les territoires espagnols à Philippe de Bourbon, petit-fils de Louis XIV.
Louis XIV apporte alors son soutien Philippe, rompant l'accord conclu en 1700 que l'empereur ne voulait plus ratifier. De plus, à la mort de Jacques II en 1701, Louis XIV reconnait Jacques François Stuart comme roi légitime d'Angleterre.
Il en résulte un nouveau conflit, la guerre de succession d'Espagne, dans lequel l'Angleterre, les Provinces-Unies et l'empereur sont alliées contre la France et l'Espagne dirigée par Philippe V. Elle se prolongera jusqu'en 1713.

### Problèmes de la succession anglaise
La succession d'Espagne n'était pas la seule question qui préoccupait Guillaume III. Son mariage avec Marie II n'avait apporté aucun enfant et il semblait peu probable qu'il se remarie. La sœur de Marie II, la princesse Anne, avait eu de nombreux enfants mais tous étaient morts durant leur enfance. La mort de son époux le prince Guillaume de Gloucester en 1700 laissa la princesse Anne seule dans l'ordre de succession établi par la Déclaration des droits de 1689.
Comme l'extinction complète de la ligne de succession aurait favorisé le retour de la lignée de Jacques II, le parlement vota l'Acte d'établissement de 1701 dans lequel il spécifiait que, si la princesse Anne mourait sans descendance et si Guillaume III n'avait pas d'héritiers la couronne passerait à un parent éloigné, l'électrice Sophie de Hanovre, et à ses héritiers protestants, excluant plusieurs dizaines de catholiques qui étaient de plus proches parents d'Anne.
Cet acte devait s'appliquer en Angleterre et en Irlande, mais pas en Écosse dont le Parlement n'avait pas été consulté à la mort de Guillaume.

## Mort et funérailles

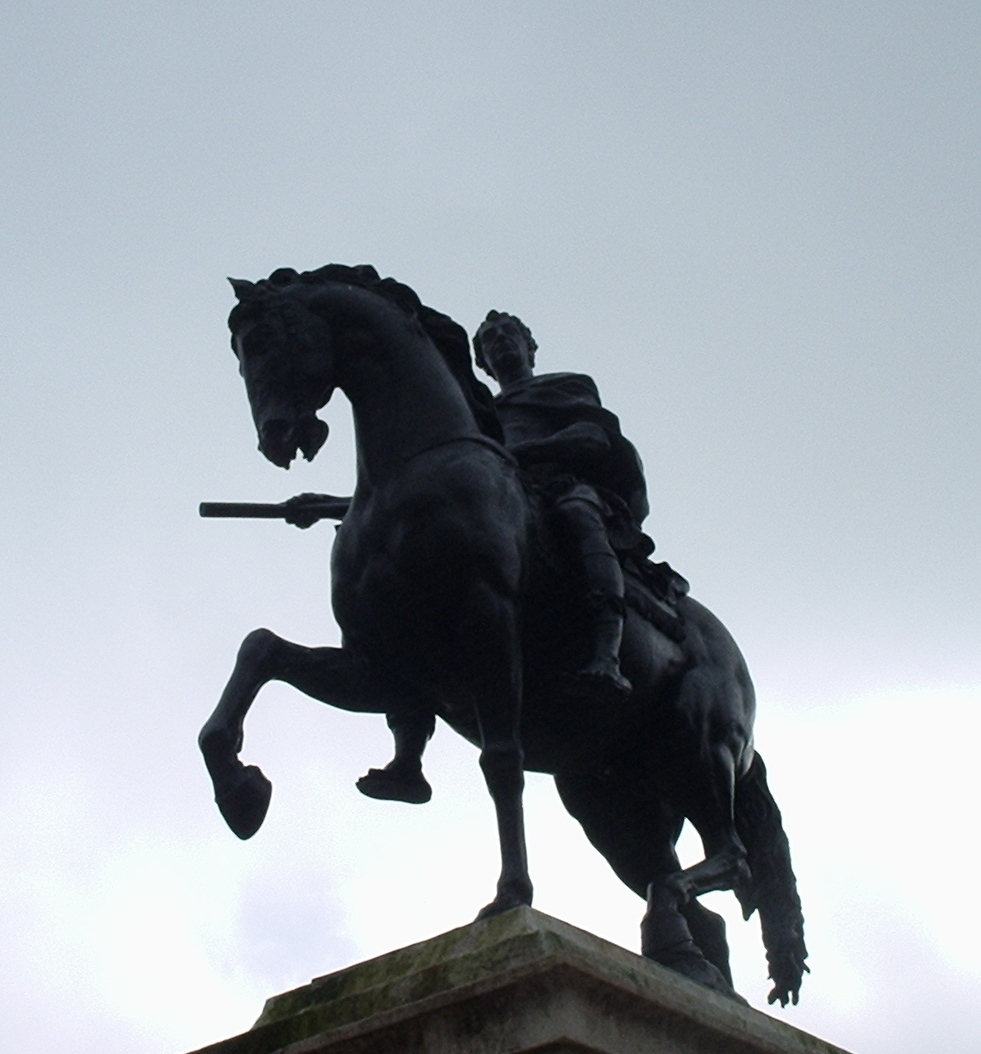
Statue équestre de Guillaume III, Bristol.

Le 8 mars 1702, Guillaume III meurt d'une pneumonie à l'âge de 51 ans, dans son palais de Kensington, une complication après s'être cassé une clavicule à la suite d'une chute de cheval.
Comme son cheval a trébuché sur une taupinière, de nombreux jacobites célébrent la mort du « petit gentleman dans sa veste de velours noir ». Par la suite, Winston Churchill, dans A History of the English-Speaking Peoples, écrira que cette chute « ouvrit la porte à une troupe d'ennemis invisibles[pas clair] ».
Guillaume III est inhumé dans l'abbaye de Westminster aux côtés de son épouse.
Sa belle-sœur Anne (1655-1714), autre fille de Jacques II, devient reine d'Angleterre, d'Écosse et d'Irlande.

## Succession

### Comme stathouder
La mort de Guillaume III met un terme à la ligne directe de la maison d'Orange-Nassau, dont les membres ont été stathouder de Hollande et de la majorité des autres provinces des Provinces-Unies depuis l'époque de Guillaume le Taciturne (1533-1584).
Les cinq provinces dont Guillaume III a été stathouder (Hollande, Zélande, Utrecht, Gueldre et Overijssel) ne pourvoient pas le poste de stathouder après sa mort. Ainsi, il est le dernier descendant patrilinéaire de Guillaume Ier nommé stathouder de la majorité des provinces.

### Comme prince d'Orange
Selon le testament de Guillaume III, c'est un collatéral, Jean-Guillaume-Friso d'Orange, qui hérite de la principauté d'Orange et de plusieurs seigneuries aux Pays-Bas. C'est un parent patrilinéaire de Guillaume III, fils de sa tante Albertine-Agnès d'Orange-Nassau, sœur de Guillaume II d'Orange-Nassau.
Cependant, le roi Frédéric Ier de Prusse réclame la principauté, sa mère, Louise-Henriette d'Orange, étant la sœur aînée d'Albertine-Agnès.
Selon les termes du traité d'Utrecht de 1713, à la fin de la guerre de Succession d'Espagne (1701-1713), alors que la principauté d'Orange est occupée par l'armée française, Frédéric de Prusse la cède à Louis XIV, mais conserve l'usage du titre.
Par la suite, un traité de partition de 1732 permet au fils de Jean-Friso, Guillaume IV, de porter aussi le titre de « prince d'Orange », doté d'un grand prestige aux Provinces-Unies et dans tout le monde protestant,.

## Titres et armoiries
- 14 novembre 1650 – 9 juillet 1672 : Son Altesse[134] le prince d'Orange et comte de Nassau[135]
- 9 – 16 juillet 1672 : Son Altesse le prince d'Orange, stathouder de Hollande
- 16 juillet 1672 – 26 avril 1674 : Son Altesse le prince d'Orange, stathouder de Hollande et de Zélande
- 26 avril 1674 – 8 mars 1702 : Son Altesse le prince d'Orange, stathouder de Hollande, de Zélande, d'Utrecht, de Gueldre et d'Overijssel
- 13 février 1689 – 8 mars 1702 : Sa Majesté le roi

En 1674, Guillaume reçut le titre complet de « Willem III, par la Grâce de Dieu prince d'Orange, comte de Nassau, etc., stathouder de Hollande, de Zélande, d'Utrecht, etc., capitaine-général et amiral-général des Provinces-Unies ». Après leur accession au trône d'Angleterre en 1689, Guillaume III et Marie II utilisèrent les titres de « roi et reine d'Angleterre, d'Écosse, de France et d'Irlande, défenseurs de la foi, etc. ». Les revendications sur le trône de France n'étaient que symboliques et étaient invoquées par tous les rois d'Angleterre depuis Édouard III, peu importe la quantité de territoires français contrôlés.
Les armoiries utilisées par le roi et la reine étaient : écartelé, 1 et 4, trois fleurs de lys or sur fond azur (qui est France) et trois lions en pal or (qui est Angleterre), au 2, d'or, au lion de gueules, au double trescheur fleuronné et contre-fleuronné du même (qui est Écosse), au 3, d'azur, à la harpe d'or, cordée d'argent (qui est Irlande) ; sur le tout d'azur semé de billettes d'or, un lion du second brochant, armé et lampassé de gueules (qui est Nassau). Sur ses dernières armoiries, Guillaume utilisait la devise Je Maintiendrai représentant la Maison d'Orange-Nassau.

Armoiries du prince Guillaume III d'Orange[139]
Armoiries du roi Guillaume III et de la reine Marie II en tant que co-monarques
Armoiries du roi Guillaume III et de la reine Marie II d'Écosse
Armoiries du roi Guillaume III d'Angleterre
Armoiries du roi Guillaume II d'Écosse

## Héritage

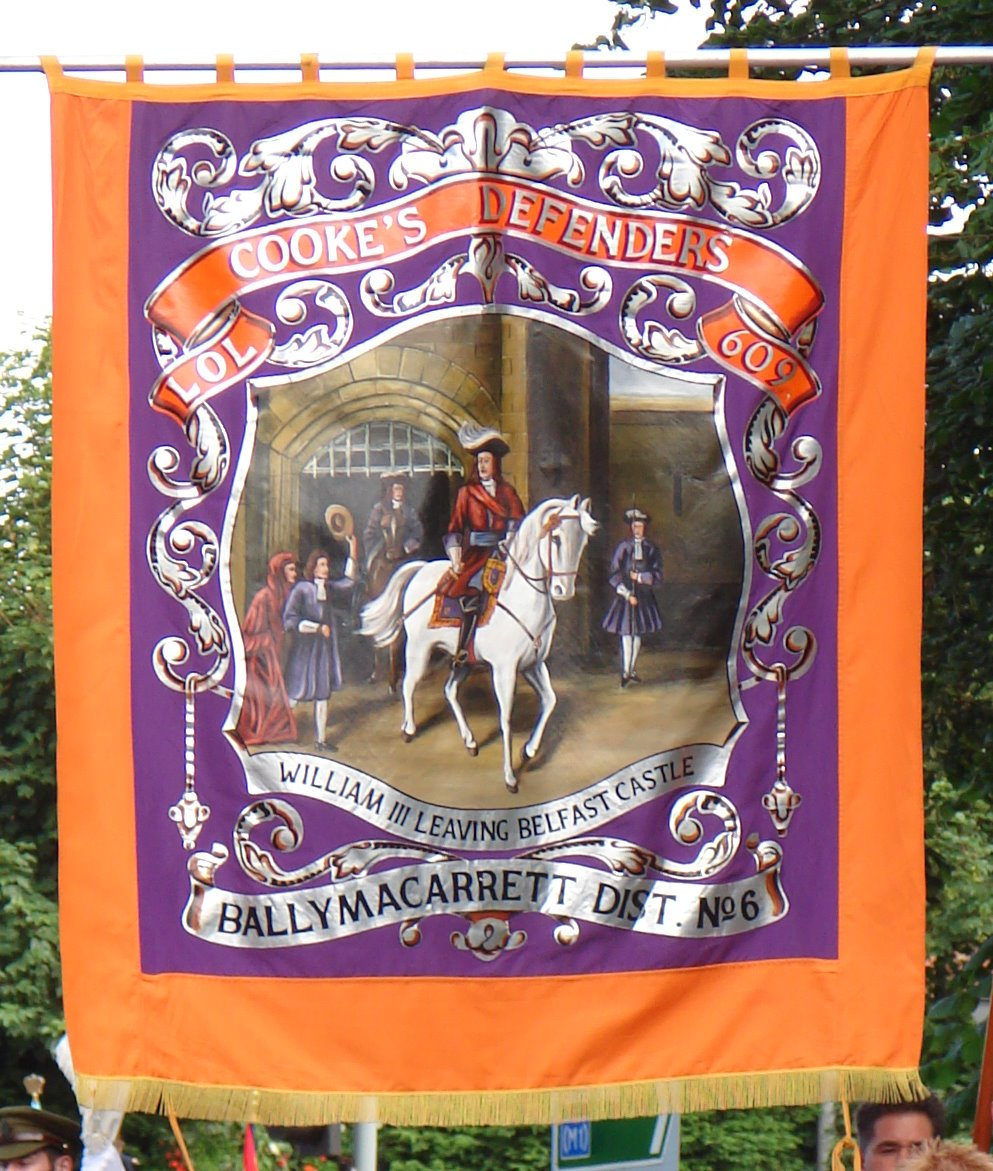
Une bannière moderne de l'Ordre d'Orange.

### Bilan de son règne
La principale réussite de Guillaume III fut de contenir la France lorsqu'elle était en position d'imposer sa volonté à la plus grande partie de l'Europe. Durant sa vie, il s'opposa à Louis XIV de France et cet effort continua après sa mort durant la guerre de succession d'Espagne. Une autre conséquence importante de son règne fut de mettre un terme au conflit larvé entre la Couronne et le Parlement qui existait depuis l'accession au pouvoir du premier monarque de la maison Stuart, Jacques Ier, en 1603. La lutte sur la répartition des pouvoirs avait entraîné une guerre civile durant les années 1640 et la Glorieuse Révolution de 1688. Sous le règne de Guillaume III, le conflit fut résolu en faveur du Parlement par la Déclaration des droits (Bill of Rights) en 1689, le Triennal Act (qui limitait le mandat du parlement à trois ans) en 1694 et l'Acte d'établissement en 1701.

### L'ordre d'Orange
L'ordre d'Orange fondé en 1795 et nommé d'après Guillaume III, célèbre chaque année le 12 juillet la victoire de la Boyne, en organisant des parades en Irlande du Nord et dans certaines régions d'Écosse.
Guillaume III (King Billy comme il est parfois appelé en Irlande du Nord[réf. nécessaire]), apparaît fréquemment sur les peintures murales loyalistes où il est traditionnellement représenté sur un cheval blanc.

### Traces toponymiques de Guillaume III
Différents lieux ont été nommés en référence à Guillaume III, soit d'après son prénom en anglais (William) ou en néerlandais (Willem ou Willem Hendricks), soit d'après le nom de sa maison noble, la maison de Nassau, soit d'après son titre de prince d'Orange (Orange en anglais, Oranje en néerlandais), qui se réfère à la ville française depuis 1713 d'Orange (Vaucluse), qui faisait auparavant partie du Saint-Empire.
William et Willem Hendricks
- Fort William en Écosse : le fort créé par Olivier Cromwell et agrandi par Guillaume III, reçoit son nom à la fin du XVIIe siècle. La ville, qui est d'abord appelée Maryburgh (d'après le prénom de Marie II), devient par la suite Fort William.
- Williamsburgh, dans l'État américain de Virginie. En 1693, Guillaume III crée par charte royale le Collège de William et Mary (College of William and Mary), deuxième institution universitaire fondée en Amérique du Nord après l'université Harvard[141]. Le village qui se crée autour de cet établissement est nommé Williamsburgh en 1699.
- Le fort de la ville de New York est appelé « Fort Willem Hendricks » en 1673 puis « Fort William » en 1691 lorsque les colons anglais reprennent la ville[142].

 Nassau
- Nassau, capitale des Bahamas, est nommée d'après Fort Nassau qui a reçu ce nom en son honneur en 1695[143].
- Le comté de Nassau à Long Island (État de New York)[144].
- Long Island était appelée « Nassau » à l'époque de la colonisation hollandaise[144] dans cette région.

Orange
- La ville de New York a été renommée Nieuwe Oranje en 1673 après la reprise de la ville par les Hollandais (jusqu'en 1691).

## Guillaume III dans les arts et la littérature

### Au cinéma
Guillaume III a été joué par :
- Bernard Lee dans The Black Tulip (1937), d'après une nouvelle d'Alexandre Dumas, père ;
- Henry Daniell dans Captain Kidd (1945) ;
- Olaf Hytten dans À l'abordage (1952) ;
- Thom Hoffman dans Orlando (1992), basé sur la nouvelle de Virginia Woolf ;
- Corin Redgrave dans England, My England (1995), sur l'histoire du compositeur Henry Purcell ;
- Bernard Hill dans The League of Gentlemen's Apocalypse (2003) ;
- Egbert-Jan Weeber dans Michiel de Ruyter (2015).

### À la télévision
- Laurence Olivier dans la série Pierre le Grand (1986) ;

## Source
- (en) Cet article est partiellement ou en totalité issu de l’article de Wikipédia en anglais intitulé « William III of England » (voir la liste des auteurs).